# Доктор Джекилл и мистер Хайд (фильм, 1931)
«Доктор Джекилл и мистер Хайд» (англ. Dr. Jekyll And Mr. Hyde) — экранизация повести Роберта Льюиса Стивенсона «Странная история доктора Джекилла и мистера Хайда», осуществлённая Рубеном Мамуляном в 1931 году. Двойную заглавную роль исполнил Фредрик Марч, удостоенный за неё премии «Оскар».
Этот был первый фильм, который показали на первом Венецианском международном кинофестивале.
Имея бюджет в 535 тысяч долларов, картина собрала в прокате 1,25 миллиона долларов и стала кассовым успехом, даже учитывая, что его бюджет был высоким для фильма ужасов того времени.

## Сюжет
Доктор Джекилл (Фредрик Марч; он играет также и роль мистера Хайда) намеревается жениться как можно скорее на своей возлюбленной Мюриэль (Роуз Хобарт). Она колеблется. Её отец, чопорный генерал Кэрью (Хелливел Гоббс), настаивает на том, чтобы влюблённые из «соображения приличий» отложили свадьбу на 8 месяцев, чтобы пожениться в годовщину его собственной свадьбы.
В тот же вечер, идя домой короткой дорогой, в мрачном районе Лондона раздосадованый упрямством генерала Джекилл встречает проститутку Айву (Мириам Хопкинс), которую приятель поколотил прямо у дверей её дома. Он относит её к ней наверх в комнатку, она соблазняет его по всем правилам (любопытна «докодовая» сцена, где Айва кокетливо снимает чулки) и уже готова утащить Джекилла к себе в дом (точнее, в постель), как вдруг появляется его друг доктор Лэньон (Холмс Херберт) (он возвращался вместе с ними с бала), который застает их во время поцелуя, заговаривает ему зубы и вытаскивает из рук путаны. Джекилл должен теперь осознать, что его «пуританский мир» не приемлет общения с «девицами легкого поведения».
С этих пор он начинает экспериментировать в своей лаборатории с целью помочь себе вырваться из замкнутого круга и развить свои сексуальные способности. Он изготавливает напиток, после приёма которого трансформируется в иное состояние и восклицает: «Свободен! Наконец-то свободен! Лэньон! Кэрью! Вы лицемеры, отрицающие жизнь! Если бы вы могли меня сейчас видеть!» В ипостаси обезьяноподобного (причём не только внешне, но двигающегося как орангутанг) Хайда Джекилл находит Айву и соблазняет её. Теперь ему не нужен напиток. Но вскоре превращается в Джекилла обратно и посылает Айве 50 фунтов. Айва приходит к нему и просит о помощи, желая вернуть себе Джекила. Она не узнает в нём Хайда. Но трансформация снова сама по себе, под влиянием смерти птички в парке, и Джекилл превращается в Хайда, приходит к Айве и душит ее.
Убийство остаётся нераскрытым, а Джекилл на грани безумия. Он молится Богу о помощи. Он хочет отказаться от своей любви и невесты «в качестве епитимьи». В образе Джекилла доктор приходит к ней отказаться и, уже уйдя, вдруг в саду под окном превращается в Хайда. Хайд врывается в комнату и накидывается на Мьюриэль. Появляется ее отец генерал, и начинается схватка. Хайд убивает его и убегает, но полиция догоняет и пристреливает его. Хайд лежит на полу. Умирая, он медленно превращается в Джекилла.

## В ролях
- Фредрик Марч — доктор Генри Джекилл / мистер Эдвард Хайд
- Мириам Хопкинс — Айви Пирсон
- Роуз Хобарт — Мьюриэл Кэрью
- Холмс Херберт — доктор Джон Лэньон
- Хелливел Гоббс — генерал Дэнверс Кэрью
- Эдгар Нортон — дворецкий Пул
- Темп Пиготт — миссис Хокинс

## Создание
Снятый одним планом процесс трансформации внешнего облика Джекилла в мистера Хайда являл собой верх технического прогресса в кинематографе того времени. При его съёмке использовалась сложная система цветных фильтров, позволявшая высвечивать поочерёдно отдельные элементы грима, создавая иллюзию пластичного движения лица и происходящих с его обликом перемен. Через 26 лет Марио Бава повторит приём с цветными фильтрами в фильме «Вампиры».
Превращение Джекилла в Хайда происходит в точном соответствии с теорией психиатра Чезаре Ломброзо, полагавшего, что криминальные задатки личности можно определить по внешности. В одном из поздних изданий работы Ломброзо в качестве иллюстрации был использован кадр из этого фильма.

## Наследие
Кадр прильнувшего к стеклу звероподобного Хайда использован в качестве одной из фотографий преступников в картотеке Шерлока Холмса в фильме Игоря Масленникова «Шерлок Холмс и доктор Ватсон»
В путевых заметках Ильфа и Петрова есть запись из письма Ильи Арнольдовича своей жене от 13 декабря 1935 года, содержащая впечатление от увиденного фильма: «Сегодня нам показал две своих картины Мамульян: „Доктор Джекиль“ по Стивенсону и толстовское „Воскресение“. „Джекиль“ сделан превосходно».
Джекилл и Хайд появляются в сериале «Однажды в сказке» в конце 5-го сезона.

## Критика
Картина получила, в основном, положительные отзывы после выпуска.
Мордаунт Холл из газеты «Нью-Йорк Таймс» написал восторженный отзыв о фильме, положительно сравнивая его с версией Джона Берримора, как «гораздо более напряжённый роман», чем этот фильм. Он назвал Марча «звёздным исполнителем» главной роли, а также высоко оценил работу всего актёрского состава и назвал старомодную атмосферу, созданную при помощи костюмов и декораций, «весьма приятной».
На сайте Rotten Tomatoes фильм имеет рейтинг 93 %, на основании 27 рецензий критиков, и средний балл — 8,3 из 10. Критический консенсус сайта гласит: «Классика. Окончательная версия новеллы Роберта Луи Стивенсона от 1931 года с инновационными спецэффектами, атмосферной операторской работой и переизбытком сумасшествия».